# Victoria Rodríguez
Victoria Aracely Rodríguez Arroyo (Durango, 22 aprile 1995) è una tennista messicana.

## Carriera
Victoria Rodríguez ha vinto 9 titoli in singolare e 25 titoli nel doppio nel circuito ITF in carriera. Il 16 novembre 2015 ha raggiunto il best ranking mondiale nel singolare al 216º posto; il 18 giugno 2018, ha raggiunto il miglior piazzamento mondiale nel doppio al 113º posto.
Fa parte della squadra messicana di Fed Cup compiendo il suo debutto nel 2014, dove ha un bilancio complessivo di 10 vittorie e 7 sconfitte.
Rodríguez compie il suo debutto nel WTA Tour all'Abierto Mexicano de Tenis 2013, facendo coppia con la connazionale Marcela Zacarías nel doppio grazie ad una wildcard. La coppia messicana vince il loro primo incontro sulle comatriote e anche loro wildcard Ximena Hermoso e Ana Sofía Sánchez, perdendo poi al turno successivo nei quarti di finale dalla coppia spagnola e teste di serie numero 4 Lourdes Domínguez Lino e Arantxa Parra Santonja, che hanno poi vinto il torneo.
Durante i Giochi Panamericani XVII del 2015, ha vinto la medaglia d'argento nel singolare dove è stata sconfitta in finale dalla colombiana Mariana Duque Mariño, e la medaglia d'argento anche nel doppio con Marcela Zacarías dove sono state sconfitte in finale dalle canadesi Gabriela Dabrowski e Carol Zhao.

## Circuito WTA 125

### Doppio

#### Vittorie (1)
| N. | Data             | Torneo                  | Superficie | Compagna        | Avversarie in finale              | Punteggio        |
| 1. | 26 novembre 2017 | WTA Mumbai Open, Mumbai | Cemento    | Bibiane Schoofs | Irina Chromačëva Dalila Jakupovič | 7-5, 3-6, [10-7] |

## Statistiche ITF

### Singolare

#### Vittorie (9)
| Torneo $100.000 (0) |
| Torneo $80.000 (0)  |
| Torneo $75.000 (0)  |
| Torneo $60.000 (0)  |
| Torneo $50.000 (0)  |
| Torneo $40.000 (0)  |
| Torneo $25.000 (1)  |
| Torneo $15.000 (3)  |
| Torneo $10.000 (5)  |

| N. | Data              | Torneo                                                    | Superficie  | Avversaria in finale         | Punteggio          |
| 1. | 30 settembre 2013 | Abierto Internacional de Tenis Ciudad Victoria, Victoria  | Cemento     | Ana Sofía Sánchez            | 6–2, 4–6, 4–0 rit. |
| 2. | 28 ottobre 2013   | Circuito Riviera Maya, Quintana Roo                       | Cemento     | Lauren Albanese              | 6–2, 6–4           |
| 3. | 16 giugno 2014    | Circuito Riviera Maya, Quintana Roo                       | Cemento     | Ana Sofía Sánchez            | 4–6, 6–2, 6–4      |
| 4. | 18 agosto 2014    | Abierto Internacional de Tenis Femenil Rosarito, Rosarito | Cemento     | Marcela Zacarías             | 6–3, 6–1           |
| 5. | 24 agosto 2015    | Abierto Internacional de Tenis San Luis, San Luis Potosí  | Cemento     | María Fernanda Álvarez Terán | 7–6(3), 2-6, 6-3   |
| 6. | 5 dicembre 2015   | ITF Women's Circuit La Paz, La Paz                        | Terra rossa | Victoria Bosio               | 6–1, 7–6(5)        |
| 7. | 12 dicembre 2016  | ITF Women's Circuit Santa Cruz, Santa Cruz de la Sierra   | Terra rossa | Fernanda Brito               | 6–4, 6–3           |
| 8. | 9 giugno 2018     | Thailand ITF Women's Pro Circuit, Hua Hin                 | Cemento     | Julia Glushko                | 6–1, 6–4           |
| 9. | 17 luglio 2022    | World Tennis Tour Cancun, Cancún                          | Cemento     | Lya Fernández                | 6-3, 6-1           |

#### Sconfitte (13)
| Torneo $100.000 (0) |
| Torneo $80.000 (0)  |
| Torneo $75.000 (0)  |
| Torneo $60.000 (0)  |
| Torneo $50.000 (0)  |
| Torneo $40.000 (1)  |
| Torneo $25.000 (4)  |
| Torneo $15.000 (4)  |
| Torneo $10.000 (4)  |

| N.  | Data             | Torneo                                                       | Superficie  | Avversaria in finale      | Punteggio     |
| 1.  | 26 agosto 2012   | ITF Femenil San Luis Potosí, San Luis Potosí                 | Cemento     | Anett Kontaveit           | 1-6, 1-6      |
| 2.  | 14 ottobre 2012  | Abierto Internacional de Tenis Saayavedra, Città del Messico | Cemento     | Marcela Zacarías          | 4-6, 2-6      |
| 3.  | 28 ottobre 2012  | Abierto Internacional de Tenis Ciudad Victoria, Victoria     | Cemento     | Nika Kucharčuk            | 5-7, 0-6      |
| 4.  | 13 dicembre 2014 | Circuito Femenil Mérida, Mérida                              | Cemento     | Tatjana Maria             | 0-6, 3-6      |
| 5.  | 26 aprile 2015   | Zurich Jalisco Open, Guadalajara                             | Cemento     | Marcela Zacarías          | 6-4, 4-6, 5-7 |
| 6.  | 9 ottobre 2016   | ITF Nestle Sayavedra Racquet Club, Città del Messico         | Cemento     | Emina Bektas              | 3-6, 1-6      |
| 7.  | 12 marzo 2017    | ITF Women's Circuit Orlando, Orlando                         | Terra verde | Marie Bouzková            | 5-7, 7-5, 0-6 |
| 8.  | 19 marzo 2017    | SGI Women's Event, Tampa                                     | Cemento     | Michelle Larcher de Brito | 2-6, 0-6      |
| 9.  | 22 luglio 2018   | Challenger Banque Nationale de Gatineau, Gatineau            | Cemento     | Astra Sharma              | 6-3, 4-6, 3-6 |
| 10. | 28 agosto 2022   | World Tennis Tour Cancun, Cancún                             | Cemento     | Solana Sierra             | 3-6, 3-6      |
| 11. | 2 dicembre 2023  | Britania Sport Center, Veracruz                              | Cemento     | Hanna Chang               | 5-7, 1-6      |
| 12. | 10 marzo 2024    | Santo Domingo Women's, Santo Domingo                         | Cemento     | Gao Xinyu                 | 3-6, 2-6      |
| 13. | 22 giugno 2024   | Open Villa de Tauste, Tauste                                 | Cemento     | Melisa Ercan              | 3-6, 0-6      |

### Doppio

#### Vittorie (25)
| Torneo $100.000 (0) |
| Torneo $80.000 (1)  |
| Torneo $75.000 (0)  |
| Torneo $60.000 (0)  |
| Torneo $50.000 (0)  |
| Torneo $40.000 (0)  |
| Torneo $25.000 (13) |
| Torneo $15.000 (4)  |
| Torneo $10.000 (7)  |

| N.  | Data              | Torneo                                                      | Superficie  | Compagna                    | Avversarie in finale                      | Punteggio        |
| 1.  | 21 aprile 2014    | Tennis Organisation, Adalia                                 | Cemento     | Marcela Zacarías            | Camila Fuentes Szabina Szlavikovics       | 6-1, 6-1         |
| 2.  | 28 aprile 2014    | Tennis Organisation, Adalia                                 | Cemento     | Marcela Zacarías            | Alona Fomina Lee Pei-chi                  | 6–4, 4–6, [10–5] |
| 3.  | 5 maggio 2014     | Tennis Organisation, Adalia                                 | Cemento     | Marcela Zacarías            | Alexa Guarachi Kate Turvy                 | 6–1, 1–6, [10–4] |
| 4.  | 18 agosto 2014    | Abierto Internacional de Tenis Rosarito, Rosarito           | Cemento     | Marcela Zacarías            | Alexandra Cercone Alexa Guarachi          | 6–4, 6–1         |
| 5.  | 25 agosto 2014    | ITF Femenil San Luis Potosí, San Luis Potosí                | Cemento     | Marcela Zacarías            | Erin Clark Ayaka Okuno                    | 6–1, 5–7, [10–8] |
| 6.  | 16 febbraio 2015  | Abierto Internacional de Tenis Cuernavaca, Cuernavaca       | Cemento     | Marcela Zacarías            | Alexandra Morozova Daniella Roldan        | 6–4, 6–0         |
| 7.  | 16 marzo 2015     | Women's ITF Irapuato Club de Golf Santa Margarita, Irapuato | Cemento     | Marcela Zacarías            | Ayaka Okuno Ana Sofía Sánchez             | 6-1, 7-5         |
| 8.  | 4 maggio 2015     | Abierto Internacional de Tenis Ciudad Obregón, Obregón      | Cemento     | Marcela Zacarías            | Ana Sofía Sánchez Francesca Segarelli     | 6-3, 6-1         |
| 9.  | 30 novembre 2015  | Copa Providencia BCI, Santiago del Cile                     | Terra rossa | Renata Zarazúa              | Florencia Molinero Laura Pigossi          | 6–2, 5–7, [10–7] |
| 10. | 21 novembre 2016  | ITF Women's Circuit Santiago, Santiago del Cile             | Terra rossa | Ana Sofía Sánchez           | Fernanda Brito Camila Giangreco Campiz    | 7-5, 7-5         |
| 11. | 5 dicembre 2016   | ITF Women's Circuit La Paz, La Paz                          | Terra rossa | Victoria Bosio              | Stephanie Nemtsova Thaisa Grana Pedretti  | 7-6(2), 6-4      |
| 12. | 23 luglio 2017    | ITS Cup, Olomouc                                            | Terra rossa | Amandine Hesse              | Michaela Hončová Raluca Șerban            | 3-6, 6-2, [10-8] |
| 13. | 2 giugno 2018     | Thailand ITF Women's Pro Circuit, Hua Hin                   | Cemento     | Erin Routliffe              | Nicha Lertpitaksinchai Peangtarn Plipuech | 7–5, 3–6, [10–6] |
| 14. | 9 giugno 2019     | Thailand ITF Women's Pro Circuit, Hua Hin                   | Cemento     | Erin Routliffe              | Mana Ayukawa Nina Stadler                 | 6-4, 6-4         |
| 15. | 15 luglio 2018    | Winnipeg Challenger, Winnipeg                               | Cemento     | Akiko Ōmae                  | Julia Glushko Sanaz Marand                | 7-6(2), 6-3      |
| 16. | 21 aprile 2019    | Cancun Tennis Cup, Cancún                                   | Cemento     | Marcela Zacarías            | Mathilde Armitano Yuriko Lily Miyazaki    | 6-2, 6-0         |
| 17. | 1º giugno 2019    | Chang ITF Thailand Pro Circuit Nonthaburi, Nonthaburi       | Cemento     | Sabina Sharipova            | Lorraine Guillermo Maegan Manasse         | 6-3, 6-4         |
| 18. | 27 luglio 2019    | World Tennis Tour Ciudad de Vitoria Femenino, Vitoria       | Cemento     | Ana Sofía Sánchez           | Alba Carrillo Marin Angela Fita Boluda    | 6-3, 6-3         |
| 19. | 10 agosto 2019    | Disa Gran Canaria, Las Palmas de Gran Canaria               | Terra rossa | Ana Sofía Sánchez           | Marina Bassols Ribera Feng Shuo           | 6-3, 7-5         |
| 20. | 25 settembre 2021 | Cancun Tennis Cup, Cancún                                   | Cemento     | María José Portillo Ramírez | Chelsea Fontenel Qavia Lopez              | 6-1, 6-1         |
| 21. | 16 luglio 2022    | World Tennis Tour Cancun, Cancún                            | Cemento     | Jessica Hinojosa Gómez      | Alicia Herrero Liñana Melany Krywoj       | 6-1, 6-1         |
| 22. | 29 luglio 2023    | Bragado Women's, Bragado                                    | Terra rossa | Romina Ccuno                | Luciana Moyano Candela Vazquez            | 6-2, 6-3         |
| 23. | 5 agosto 2023     | Junín Women's, Junín                                        | Terra rossa | Romina Ccuno                | Julieta Lara Estable Fernanda Labraña     | 6-2, 2-6, [10-7] |
| 24. | 7 ottobre 2023    | Mendoza Women's, Mendoza                                    | Terra rossa | Romina Ccuno                | Nicole Fossa Huergo Luisa Meyer           | 6-3, 6-3         |
| 25. | 25 gennaio 2025   | Buenos Aires Women's, Buenos Aires                          | Terra rossa | Ana Sofía Sánchez           | Michaela Bayerlová Briana Szabó           | 5-7, 6-2, [10-8] |

#### Sconfitte (24)
| Torneo $100.000 (0) |
| Torneo $80.000 (1)  |
| Torneo $75.000 (0)  |
| Torneo $60.000 (2)  |
| Torneo $50.000 (0)  |
| Torneo $40.000 (1)  |
| Torneo $25.000 (11) |
| Torneo $15.000 (3)  |
| Torneo $10.000 (6)  |

| N.  | Data              | Torneo                                                   | Superficie  | Compagna                | Avversarie in finale                        | Punteggio           |
| 1.  | 27 ottobre 2012   | Abierto Internacional de Tenis Ciudad Victoria, Victoria | Cemento     | Alejandra Cisneros      | Camila Fuentes Blair Shankle                | 6(4)-7, 1-6         |
| 2.  | 12 ottobre 2013   | Abierto Tampico, Tampico                                 | Cemento     | Constanza Gorches       | María Fernanda Álvarez Terán María Irigoyen | 3-6, 4-6            |
| 3.  | 21 giugno 2014    | Circuito Riviera Maya, Playa del Carmen                  | Cemento     | Marcela Zacarías        | Anamika Bhargava Allie Will                 | 2-6, 2-6            |
| 4.  | 28 giugno 2014    | Circuito Riviera Maya, Playa del Carmen                  | Cemento     | Marcela Zacarías        | Anamika Bhargava Allie Will                 | 0-6, 4-6            |
| 5.  | 28 marzo 2015     | IMCUFIDE, Metepec                                        | Cemento     | Marcela Zacarías        | Maria Fernanda Alves Kaitlyn Christian      | 6–2, 1–6, [13–15]   |
| 6.  | 22 giugno 2015    | Open GDF SUEZ du Périgord, Périgueux                     | Terra rossa | Marcela Zacarías        | Gabriela Cé Florencia Molinero              | 3-6, 2-6            |
| 7.  | 1º agosto 2015    | Challenger Banque Nationale de Gatineau, Gatineau        | Cemento     | Marcela Zacarías        | Jessica Moore Carol Zhao                    | 3-6, 4-6            |
| 8.  | 8 ottobre 2016    | ITF Nestle Sayavedra Racquet Club, Città del Messico     | Cemento     | Alexia Coutiño Castillo | Emina Bektas Jessica Wacnik                 | 3-6, 4-6            |
| 9.  | 16 dicembre 2016  | Copa Santa Cruz, Santa Cruz                              | Terra rossa | Victoria Bosio          | Fernanda Brito Camila Giangreco Campiz      | 2-6, 5-7            |
| 10. | 11 giugno 2017    | Figueira da Foz Ladies Open, Figueira da Foz             | Cemento     | María Fernanda Herazo   | Ayla Aksu Raluca Șerban                     | 4-6, 1-6            |
| 11. | 25 giugno 2017    | Open GDF SUEZ Montpellier, Montpellier                   | Terra rossa | Laura Pigossi           | Momoko Kobori Ayano Shimizu                 | 3–6, 6–4, [7–10]    |
| 12. | 5 novembre 2017   | Tevlin Women's Challenger, Toronto                       | Cemento (i) | Ysaline Bonaventure     | Alexa Guarachi Erin Routliffe               | 6(4)–7, 6–3, [4–10] |
| 13. | 4 agosto 2018     | Lexington Challenger, Lexington                          | Cemento     | Sanaz Marand            | Hayley Carter Ena Shibahara                 | 3-6, 1-6            |
| 14. | 21 luglio 2019    | Open GDF SUEZ de Biarritz, Biarritz                      | Terra rossa | Ioana Loredana Roșca    | Manon Arcangioli Kimberley Zimmermann       | 6-2, 3-6, [6-10]    |
| 15. | 18 gennaio 2020   | Cancun Tennis Cup, Cancún                                | Cemento     | Sofia Sewing            | Lian Tran Justina Mikulskytė                | 2-6, 6-4, [7-10]    |
| 16. | 15 maggio 2021    | Salinas Copa Telconet, Salinas                           | Cemento     | Ana Sofía Sánchez       | Rasheeda McAdoo Conny Perrin                | 4-6, 6(5)-7         |
| 17. | 18 settembre 2021 | Open Medellin, Medellín                                  | Terra rossa | Rasheeda McAdoo         | María Herazo González Laura Pigossi         | 2-6, 5-7            |
| 18. | 9 ottobre 2021    | Women's Lima, Lima                                       | Terra rossa | Bibiane Schoofs         | Carolina Meligeni Alves Andrea Gámiz        | 3-6, 6(2)-7         |
| 19. | 30 ottobre 2021   | Women's Guayaquil Open, Guayaquil                        | Terra rossa | Dea Herdželaš           | María Herazo González María Paulina Pérez   | 3-6, 6-4, [7-10]    |
| 20. | 11 dicembre 2021  | World Tennis Tour Cancun, Cancún                         | Cemento     | Jessica Hinojosa Gómez  | Stacey Fung Pamela Montez                   | 4-6, 2-6            |
| 21. | 25 settembre 2022 | World Tennis Tour Cancun, Cancún                         | Cemento     | Jessica Hinojosa Gómez  | María Fernanda Navarro Lauren Proctor       | 3–6, 7–5, [7–10]    |
| 22. | 21 giugno 2024    | Open Villa de Tauste, Tauste                             | Cemento     | Alana Parnaby           | Rutuja Bhosale Tian Fangran                 | 2-6, 4-6            |
| 23. | 26 aprile 2025    | Olde Providence Racquet Club, Charlotte                  | Terra verde | María Portillo Ramírez  | Haruna Arakawa Ema Burgić                   | 2-6, 5-7            |
| 24. | 27 giugno 2025    | Open Ciudad de Palma del Río, Palma del Río              | Cemento     | María Paulina Pérez     | Feng Shuo Liang En-shuo                     | 2-6, 3-6            |